# 平田駅 (長野県)

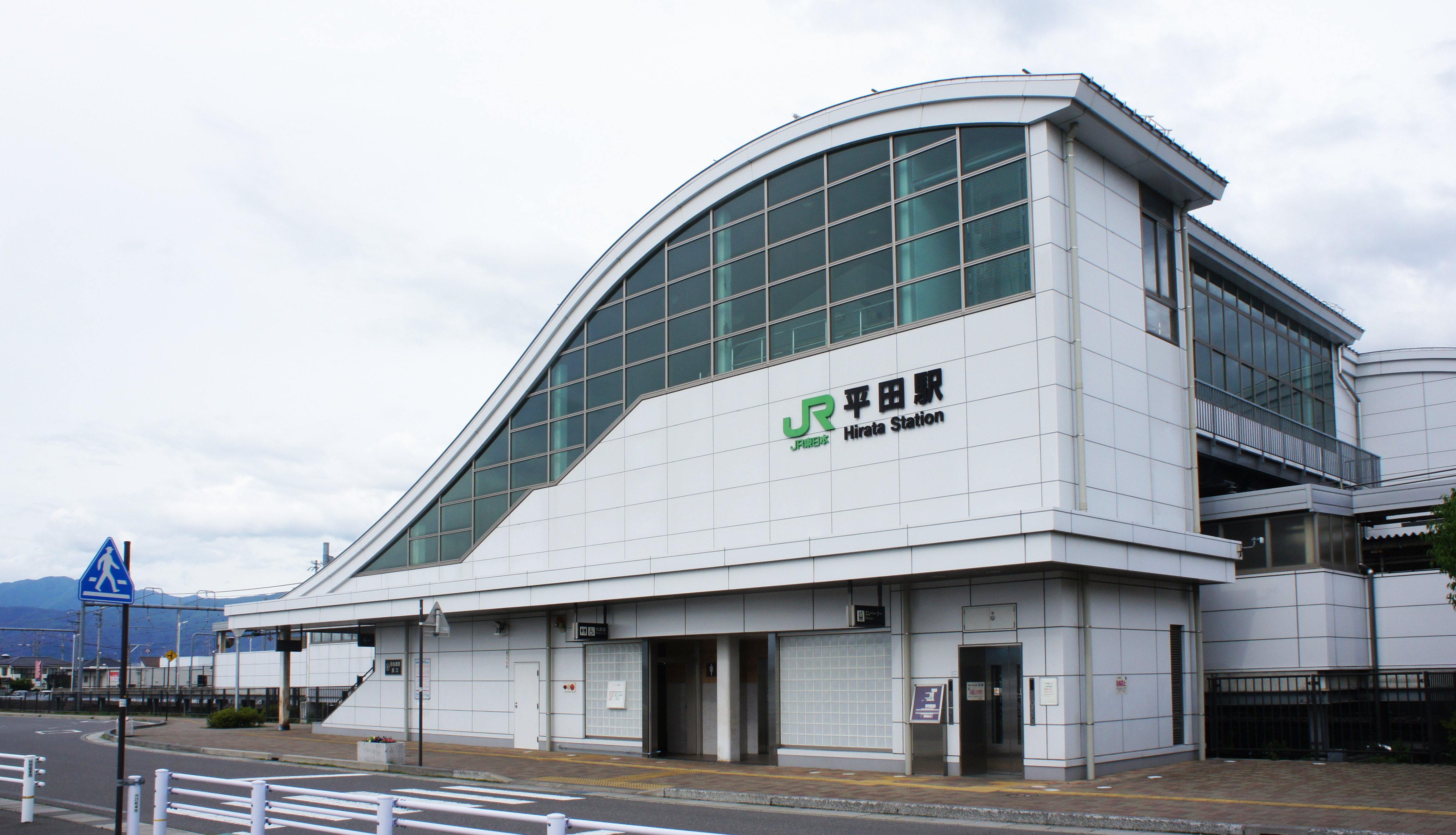
西口（2021年7月）

平田駅（ひらたえき）は、長野県松本市平田西にある、東日本旅客鉄道（JR東日本）篠ノ井線の駅である。

## 歴史
計画当初の段階では「平田新駅」と呼ばれていた。その後、計画が進むにつれ建設予定地の地名である大字芳川平田（現在は住居表示が実施され、平田西）にちなみ「芳川平田新駅」と呼ばれた。最終的には「平田駅」に決定した。
当時の松本市長である有賀正が計画を発表。総事業費38億円は全額松本市が負担した。

### 年表
- 2004年（平成16年）2月16日：国土交通省が新駅設置を認可[6]。
- 2005年（平成17年）9月22日：駅舎建設工事に着手[5]。
- 2007年（平成19年）3月18日：篠ノ井線・村井駅 - 南松本駅間に新設開業[1][3]。
- 2014年（平成26年）4月1日：東京近郊区間に編入される[7]。
- 2017年（平成29年）4月1日：ICカード「Suica」の利用が可能となる[8]。
- 2025年（令和7年）2月：駅番号にSN 04を設定[9]。

## 駅構造
相対式ホーム2面2線（6両対応）を持つ地上駅で、橋上駅舎を有する。
松本駅管理の業務委託駅で、ステーションビルMIDORIが駅業務を受託している。みどりの窓口、自動券売機、簡易Suica改札機が設置されている。また、各ホームや東口・西口からコンコースにエレベーターが設置されている。駅舎のデザインはいくつかの候補の中から市民の投票で選ばれた。
改札口上には「Hirata Station」の緑字のJRエンブレムと黒い文字が入った赤いアーチが架かっている。

### のりば
| 番線 | 路線              | 方向 | 行先                       |
| ---- | ----------------- | ---- | -------------------------- |
| 1    | 篠ノ井線          | 下り | 松本・篠ノ井・長野方面     |
| 2    | 篠ノ井線 中央本線 | 上り | 塩尻・上諏訪・木曽福島方面 |

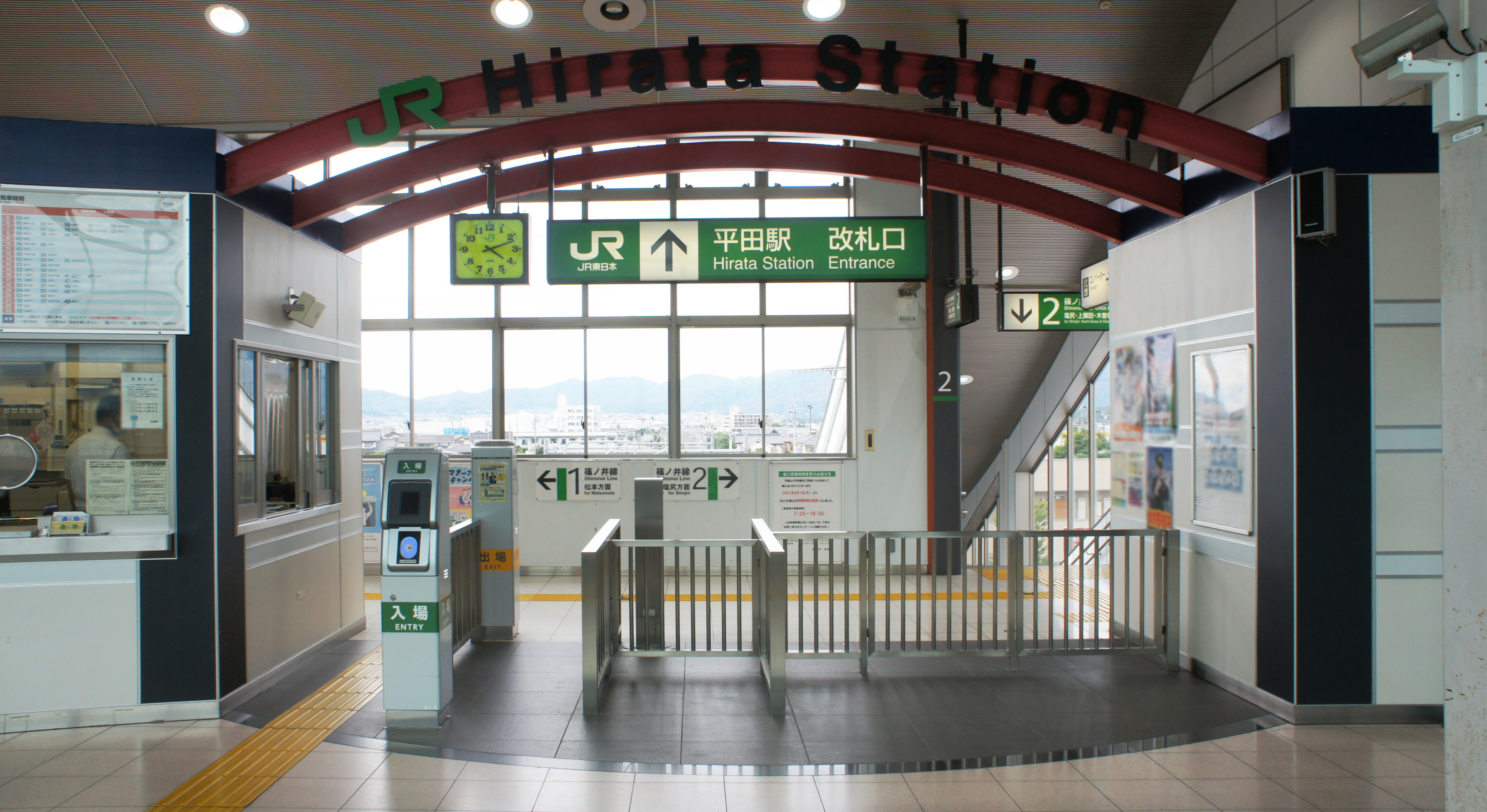
改札口（2021年7月）
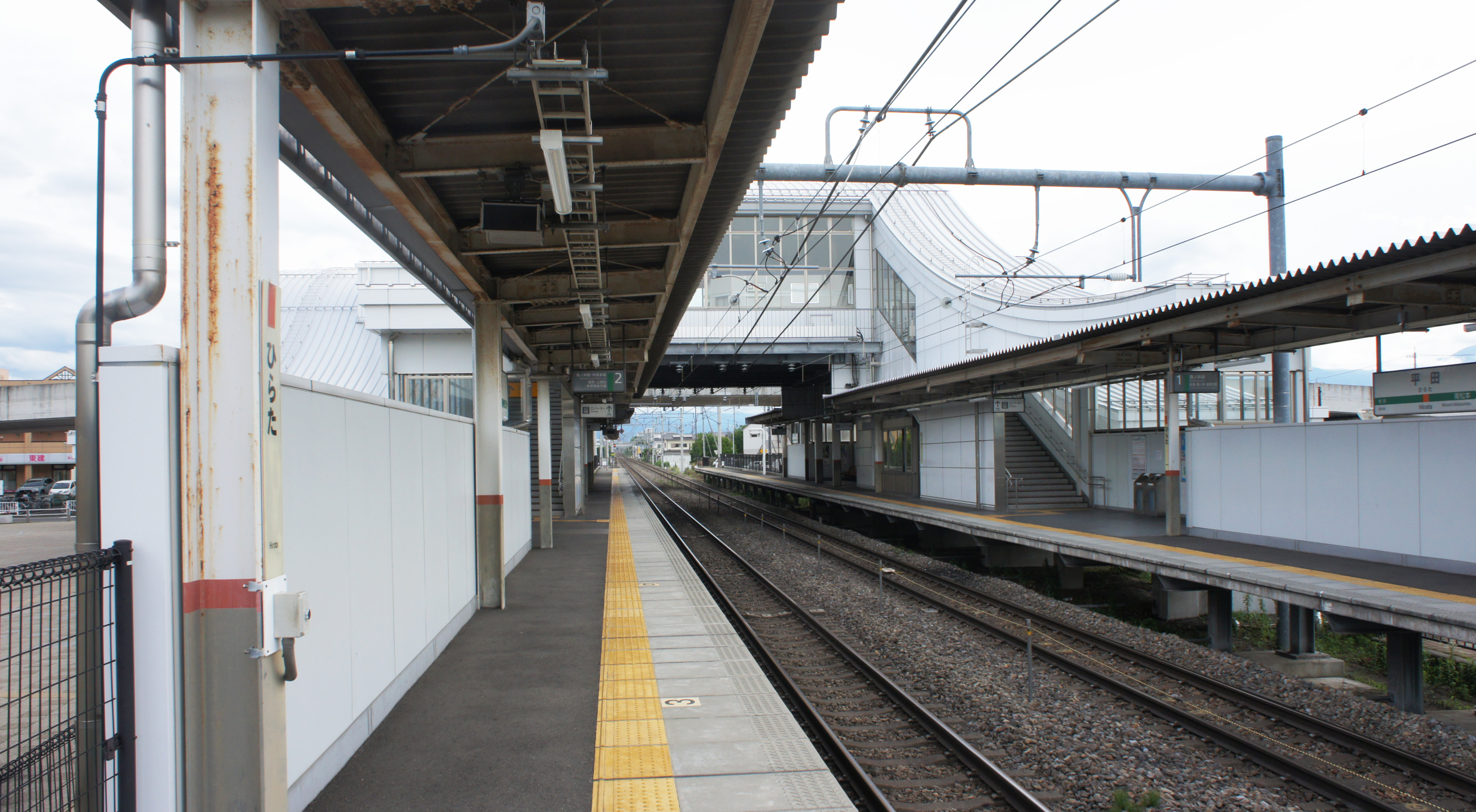
ホーム（2021年7月）

## 利用状況
JR東日本によると、2023年度（令和5年度）の1日平均乗車人員は1,368人である。
開業後の推移は以下のとおりである。
| 1日平均乗車人員推移 | 1日平均乗車人員推移 | 1日平均乗車人員推移 | 1日平均乗車人員推移 | 1日平均乗車人員推移 |
| 年度                | 定期外              | 定期                | 合計                | 出典                |
| ------------------- | ------------------- | ------------------- | ------------------- | ------------------- |
| 2007年（平成19年）  |                     |                     | 749                 | [ 利用客数 2 ]      |
| 2008年（平成20年）  |                     |                     | 982                 | [ 利用客数 3 ]      |
| 2009年（平成21年）  |                     |                     | 1,098               | [ 利用客数 4 ]      |
| 2010年（平成22年）  |                     |                     | 1,239               | [ 利用客数 5 ]      |
| 2011年（平成23年）  |                     |                     | 1,334               | [ 利用客数 6 ]      |
| 2012年（平成24年）  | 400                 | 944                 | 1,345               | [ 利用客数 7 ]      |
| 2013年（平成25年）  | 409                 | 963                 | 1,372               | [ 利用客数 8 ]      |
| 2014年（平成26年）  | 409                 | 952                 | 1,362               | [ 利用客数 9 ]      |
| 2015年（平成27年）  | 445                 | 1,002               | 1,448               | [ 利用客数 10 ]     |
| 2016年（平成28年）  | 452                 | 1,067               | 1,520               | [ 利用客数 11 ]     |
| 2017年（平成29年）  | 471                 | 1,055               | 1,527               | [ 利用客数 12 ]     |
| 2018年（平成30年）  | 481                 | 1,057               | 1,538               | [ 利用客数 13 ]     |
| 2019年（令和元年）  | 472                 | 1,019               | 1,492               | [ 利用客数 14 ]     |
| 2020年（令和02年）  | 293                 | 927                 | 1,221               | [ 利用客数 15 ]     |
| 2021年（令和03年）  | 319                 | 929                 | 1,249               | [ 利用客数 16 ]     |
| 2022年（令和04年）  | 396                 | 895                 | 1,292               | [ 利用客数 17 ]     |
| 2023年（令和05年）  | 462                 | 905                 | 1,368               | [ 利用客数 1 ]      |

## 駅周辺
東側の駅前広場周辺は商業地区となり、数々の小売チェーン店が出店する。また、駅の北側は区画整備された住宅地となっている。駅の南側には陸橋が設けられ、線路と道路が立体交差する。

### 東口
- 国道19号
- 松本南郵便局
- 松本市役所芳川出張所
- 田川
- 松本市西部地域コミュニティバス「平田駅」停留所

#### 西口
- パークアンドライド有料駐車場
- 平田緑地
- 松本市南部屋内運動場
- 松本市公設地方卸売市場
- 芳川公園
- 奈良井川

## 隣の駅
東日本旅客鉄道（JR東日本）
中央本線・ 篠ノ井線
□快速（一部は通過）・■普通（いずれも「みすず」含む）
村井駅 (SN 03) - 平田駅 (SN 04) - 南松本駅 (SN 05)

### 記事本文
1. 1 2  『2007年3月 ダイヤ改正について』（PDF）（プレスリリース）東日本旅客鉄道、2006年12月22日。オリジナルの2020年5月28日時点におけるアーカイブ。2020年5月28日閲覧。
2. 1 2  “駅業務委託｜駅ビジネス事業｜事業紹介｜生鮮市場JCなど運営 株式会社ステーションビルMIDORI”.   ステーションビルMIDORI. 2022年4月1日閲覧。
3. 1 2  信濃毎日新聞社出版部『長野県鉄道全駅』（増補改訂版）信濃毎日新聞社、2011年7月24日、78頁。ISBN 9784784071647。
4. ↑  「JR篠ノ井線に新駅を 期成同盟会を設立」『信濃毎日新聞』信濃毎日新聞社、1992年2月1日、朝刊、17面。
5. 1 2  「松本市がJR平田新駅建設、着工 07年春の開業目指す」『信濃毎日新聞』信濃毎日新聞社、2005年9月23日、朝刊、22面。
6. ↑  「JR篠ノ井線に「芳川平田新駅」-国交省が認可 07年春開業へ」『信濃毎日新聞』信濃毎日新聞社、2004年2月17日、朝刊、25面。
7. ↑  『Suicaの一部サービスをご利用いただける駅が増えます』（PDF）（プレスリリース）東日本旅客鉄道、2013年11月29日。オリジナルの2019年2月14日時点におけるアーカイブ。2020年3月24日閲覧。
8. ↑  『Suicaをご利用いただける駅が増えます』（PDF）（プレスリリース）東日本旅客鉄道、2016年12月2日。オリジナルの2019年3月27日時点におけるアーカイブ。2020年3月24日閲覧。
9. ↑  『JR東日本長野支社管内へ「駅ナンバリング」を拡大します』（PDF）（プレスリリース）東日本旅客鉄道長野支社、2024年12月13日。オリジナルの2024年12月13日時点におけるアーカイブ。2024年12月16日閲覧。
10. 1 2  “JR東日本：駅構内図・バリアフリー情報（平田駅）”.   東日本旅客鉄道. 2025年5月16日閲覧。

### 利用状況
1. 1 2  “各駅の乗車人員（2023年度）”.   東日本旅客鉄道. 2024年7月20日閲覧。
2. ↑  “各駅の乗車人員（2007年度）”.   東日本旅客鉄道. 2019年3月28日閲覧。
3. ↑  “各駅の乗車人員（2008年度）”.   東日本旅客鉄道. 2019年3月28日閲覧。
4. ↑  “各駅の乗車人員（2009年度）”.   東日本旅客鉄道. 2019年3月28日閲覧。
5. ↑  “各駅の乗車人員（2010年度）”.   東日本旅客鉄道. 2019年3月28日閲覧。
6. ↑  “各駅の乗車人員（2011年度）”.   東日本旅客鉄道. 2019年3月28日閲覧。
7. ↑  “各駅の乗車人員（2012年度）”.   東日本旅客鉄道. 2019年3月28日閲覧。
8. ↑  “各駅の乗車人員（2013年度）”.   東日本旅客鉄道. 2019年3月28日閲覧。
9. ↑  “各駅の乗車人員（2014年度）”.   東日本旅客鉄道. 2019年3月28日閲覧。
10. ↑  “各駅の乗車人員（2015年度）”.   東日本旅客鉄道. 2019年3月28日閲覧。
11. ↑  “各駅の乗車人員（2016年度）”.   東日本旅客鉄道. 2019年3月28日閲覧。
12. ↑  “各駅の乗車人員（2018年度）”.   東日本旅客鉄道. 2019年7月11日閲覧。
13. ↑  “各駅の乗車人員（2018年度）”.   東日本旅客鉄道. 2019年7月11日閲覧。
14. ↑  “各駅の乗車人員（2019年度）”.   東日本旅客鉄道. 2020年7月12日閲覧。
15. ↑  “各駅の乗車人員（2020年度）”.   東日本旅客鉄道. 2021年7月24日閲覧。
16. ↑  “各駅の乗車人員（2021年度）”.   東日本旅客鉄道. 2022年8月7日閲覧。
17. ↑  “各駅の乗車人員（2022年度）”.   東日本旅客鉄道. 2023年7月11日閲覧。